# Franziska Teuscher

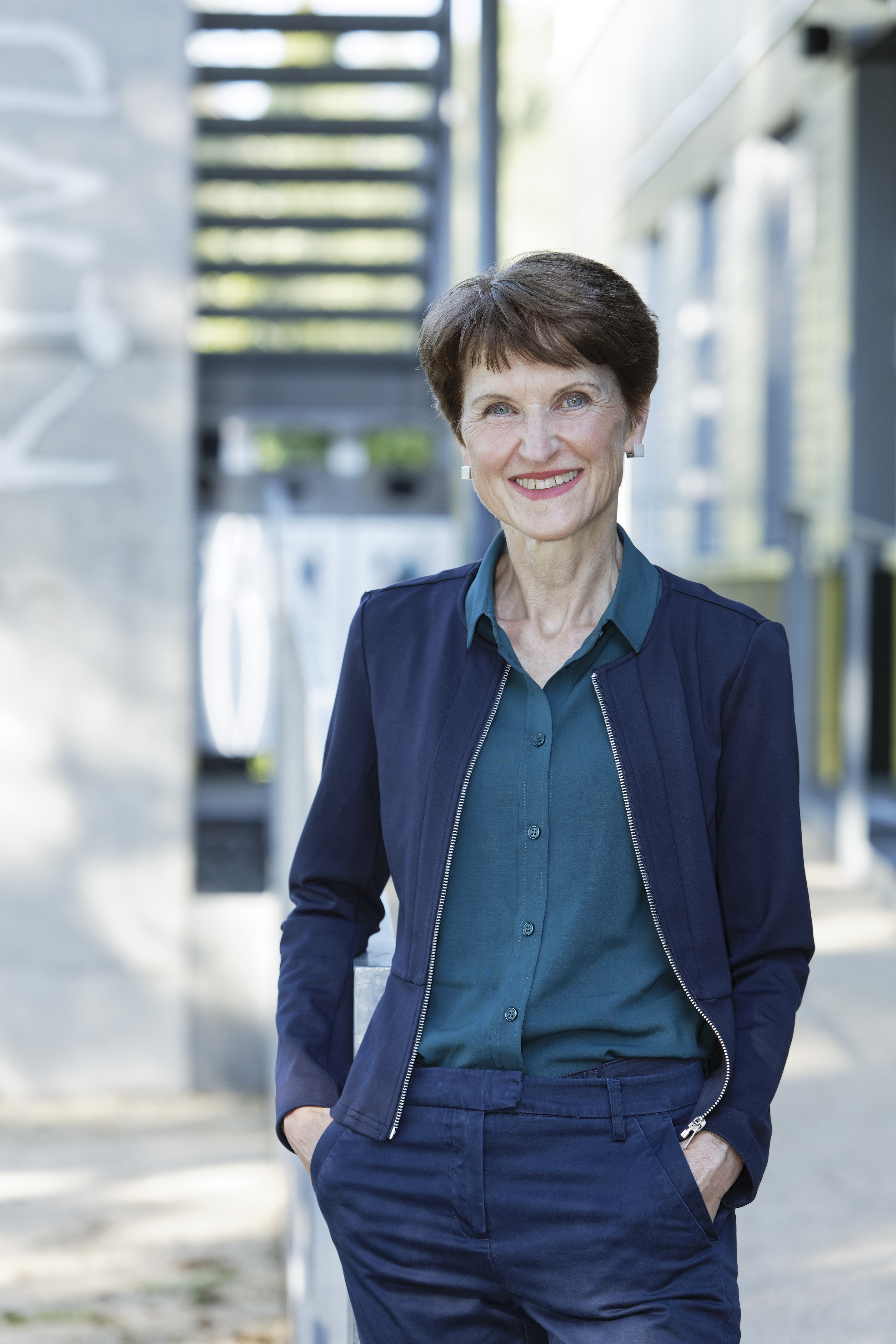
Franziska Teuscher (2020)

Franziska Teuscher (* 7. März 1958 in Bern; heimatberechtigt in Bern, Erlenbach im Simmental und Trub) ist eine Schweizer Politikerin (Grüne). Sie war Mitglied des Berner Stadtrats, des Grossen Rats des Kantons Bern und des Nationalrats. Sie gehörte vom 1. Januar 2013 bis am 31. Dezember 2024 der Berner Stadtregierung an. In dieser Zeit stand sie der Direktion für Bildung, Soziales und Sport (BSS) vor. Für die Gesamterneuerungswahlen 2024 stellte sie sich nicht mehr zur Wahl.

## Leben, Ausbildung, Beruf
Franziska Teuscher studierte Biologie an der Universität Bern und Umweltnaturwissenschaften an der Universität Zürich. Sie arbeitete als Biologin in lokalen und regionalen Orts- und Landschaftsplanungen. Als wissenschaftliche Mitarbeiterin erarbeitete sie die Grundlagen für das Bundesinventar der Auengebiete von nationaler Bedeutung und führte zusammen mit ihrem Kollegen Christian Roulier aus der Romandie eine Auenberatungsstelle im Auftrag des Bundes. Gleichzeitig war sie Mitinhaberin des privaten Planungsbüros naturaqua und arbeitete als Expertin im Bereich Natur- und Landschaftsschutz. 1989 war sie Gründungsmitglied des Vereins Fach-Frauen-Umwelt (FFU), eines Netzwerks und einer Interessenvertretung für Frauen im Natur- und Umweltbereich, in dessen Vorstand sie sich mehrere Jahre engagierte.
Teuscher war seit dem Gründungsjahr von Energie Wasser Bern (ewb) 2002 bis 2012 Mitglied des Verwaltungsrats von ewb.
Sie war die erste Frau an der Spitze des Verkehrs-Clubs der Schweiz (VCS): Dem Verband stand sie 2003 bis 2013 als Zentralpräsidentin vor. In dieser Zeit lancierte der VCS zusammen mit über 20 Organisationen die eidgenössische Volksinitiative «Für den öffentlichen Verkehr». 2013 zogen die Initiatoren ihre Initiative zurück, weil der Gegenvorschlag des Bundes «Finanzierung und Ausbau der Bahninfrastruktur» (Fabi) die Ziele der Initiative weitgehend erfüllte.
Ihre Nachfolgerin wurde SP-Nationalrätin Evi Allemann.
Franziska Teuscher wohnt in Bern, ist verheiratet und hat zwei erwachsene Kinder.

## Politik
Der Beginn der politischen Arbeit geht auf die Studienzeit zurück. Teuscher war Mitglied des Vorstandes der Studierendenschaft der Universität Bern. Sie war 1987 Mitbegründerin des Grünen Bündnisses und vertrat dieses ab 1989 im Berner Stadtrat (Legislative) und von 1990 bis 1995 im Grossen Rat des Kantons Bern (Legislative). Bei den nationalen Wahlen 1995 wurde sie als erste Vertreterin des Grünen Bündnisses in den Nationalrat gewählt. Dort vertrat sie bis im März 2013 grüne Anliegen auf nationaler Ebene. Zuletzt war sie Mitglied der Kommission für Verkehr und Fernmeldewesen (KVF) und gehörte der Kommission für Umwelt, Raumplanung und Energie (UREK) an. Ebenso war sie ab 2012 Mitglied der Geschäftsprüfungskommission des Nationalrats sowie der Geschäftsprüfungsdelegation von National- und Ständerat. Sie engagierte sich in der Umwelt-, Energie- und Verkehrspolitik sowie für soziale, gewerkschaftliche und feministische Themen.
Im Jahr 2006 übernahm Teuscher das kantonale Präsidium des Grünen Bündnisses. Nach der Gründung der Grünen Kanton Bern 2007 (Zusammengehen von Grünem Bündnis und Grüner Freier Liste GFL) wurde sie zusammen mit Johanna Wälti-Schlegel (GFL) Co-Präsidentin der Grünen Kanton Bern. Dieses Amt übte sie bis 2008 aus. Zusammen mit Aline Trede war Teuscher von April 2008 bis April 2012 Vizepräsidentin der Schweizer Grünen.
Im März 2012 wurde Teuscher von ihrer Partei als Kandidatin für die Berner Stadtregierung nominiert und am 25. November 2012 in das fünfköpfige Gremium (Gemeinderat) gewählt. Daraufhin trat sie aus dem Nationalrat zurück. Aline Trede übernahm im März 2013 ihren Nationalratssitz.
Von 2013 bis 2024 stand Teuscher der Direktion für Bildung, Soziales und Sport der Stadt Bern vor. Nach erfolgreicher Wiederwahl 2016 bewarb sie sich 2020 erneut für das Amt und wurde am 29. November 2020 mit dem besten Resultat aller Gemeinderatskandidaten für ihre dritte Amtszeit gewählt. 2024 stellte sie sich nicht mehr zur Wahl. Zu ihrer Nachfolgerin wurde Ursina Anderegg gewählt.
Schwerpunkte in den drei Legislaturen der Amtszeit von Franziska Teuscher als Gemeinderätin und Direktorin für Bildung, Soziales und Sport:
Im Bereich Bildung fand in der Amtszeit von Franziska Teuscher ein bedeutendes Schülerzahlwachstum statt. Als Folge davon plante und begleitete ihre Direktion den Ausbau des Schulraums in Form von Neubauten, Schulhaussanierungen und Turnhallen sowie die Einführung und Erweiterung der Basisstufen, Kitas, Ganztagesschulen und der Tages- und Ferienbetreuung. Sie initiierte die Jugendsolarprojekte: In bisher fünf solchen Projekten wirkten Schüler bei der Errichtung von Photovoltaik-Anlagen auf Dächern von Schulanlagen mit. Auch wurde in ihrer Amtszeit ein Konzept für eine nachhaltige Ernährung mit lokalen, saisonalen, ökologisch und fair produzierten Nahrungsmitteln in den städtischen Betreuungsinstitutionen erarbeitet; es ist ein wichtiger Teil der schulischen Gesundheitsförderung. Im Rahmen der Schuluntersuchungen war ihr seit 2023 die psychische Gesundheit der Jugendlichen ein wichtiges Anliegen. Mit der neuen Bildungsstrategie legte sie den Fokus auf die Förderung der Chancengerechtigkeit. Im Frühförderbereich wurde das Projekt «Deutsch lernen vor dem Kindergarten» gestartet und mit Erfolg durchgeführt. Zudem konnte unter Teuscher die erste «Classe bilingue de la Ville de Berne» gestartet und erfolgreich weitergeführt werden. Weiter wurde die Stadt Bern von Unicef 2016 zum ersten Mal als «Kinderfreundliche Gemeinde» zertifiziert sowie 2020 und 2024 erfolgreich rezertifiziert.
Im Bereich Soziales war die Arbeitsintegration für Teuscher stets ein Schwerpunkt ihrer Arbeit. Dank verschiedenen Beschäftigungs- und Integrationsangeboten des Kompetenzzentrums Arbeit der Stadt Bern finden Menschen, insbesondere auch Langzeitarbeitslose und Personen ohne Berufsbildung, Zugang zum Arbeitsmarkt. Im Bereich Asylwesen setzte sich Teuscher für oberirdische Asylunterkünfte ein. In ihrer Amtszeit wurden die temporäre Unterkunft Viererfeld für rund 500 Geflüchtete und die Kollektivunterkunft in der Tiefenau eröffnet. Ebenfalls in ihrer Amtszeit eingeführt wurden die Deutschbons – Gutscheine für Deutschkurse für Erwachsene, welche die Stadt Bern jährlich vergibt. Teuscher schuf die Wohnberatungsstelle für Menschen, die Schwierigkeiten haben beim Zugang zum Wohnungsmarkt. Im Suchtbereich war sie massgeblich an der Lancierung des Pilotprojekts zur kontrollierten Cannabis-Abgabe (Start 2024) beteiligt. Erreicht hat sie Verbesserungen im Sinne einer altersfreundlichen Stadt Bern, etwa dank der definitiven Einführung von Betreuungsgutsprachen für Seniorinnen und Senioren in bescheidenen finanziellen Verhältnissen, der Stärkung der Nachbarschaftshilfe sowie dem Tag der Nachbarschaft, der seit 2017 jedes Jahr durchgeführt wird. Teuscher trieb die Idee einer Citizen Card, eines Ausweises für alle Bernerinnen und Berner, unabhängig ihres Geschlechts, ihrer Herkunft, ihres Aufenthaltsstatus oder ihres Alters voran – auch dies im Sinne einer Stadt für alle. Im Dezember 2024 legte sie dem Gemeinderat für deren Umsetzung das entsprechende Reglement vor.
Im Bereich Sport: Hier stand in den zwölf Jahren Amtszeit von Franziska Teuscher die Erneuerung und der Ausbau der Sportinfrastruktur im Fokus. Sie löste den gordischen Knoten bei der Suche nach dem Standort für eine neue Schwimmhalle, so dass 2023 die Schwimmhalle im Neufeld mit 50-Meter-Bahnen eröffnet werden konnte. Zahlreiche Sportanlagen, ‑plätze und Rasensportfelder wurden saniert oder neu angelegt. Die Freibäder Weyermannshaus und Wyler wurden in ihrer Zeit saniert, und im Wankdorf entstand neben einer neuen, sehr schnellen Tartanbahn eine Parkour- und Bewegungsanlage, eine der ersten dieser Art in der Schweiz. Zusammen mit der Gemeinde Münsingen lancierte Teuscher 2017 den Anlass Hallo Velo, der seither siebenmal durchgeführt wurde.
Mitgliedschaften:
- Grüne Partei der Schweiz
- Grüne Kanton Bern
- Grünes Bündnis Bern
- Patronatskomitee von Aqua Viva[7]